# Sárközi-Nagy Ilona
Sárközi-Nagy Ilona (Mór, 1982. október 9. –) magyar színművésznő.

## Életpályája
Érettségi után a Bárka Színház stúdiósa volt 2001-2003 között. 2006-ban végzett a Kaposvári Egyetem színművész szakán. 2006-2012 között a kaposvári Csiky Gergely Színház tagja volt. 2012-2014 között szabadúszóként dolgozott. 2014-2018 között a debreceni Csokonai Színház színésznője volt.

## Filmes és televíziós szerepei
- Férfiakt (2006) ...Orsi
- Májusi zápor (2009)
- Szinglik éjszakája (2010) ...Edit
- Isteni műszak (2013) ...Milán édesanyja
- Társas játék (2013) ... Vanda
- Szabadság-Különjárat (2013) ... pincérnő
- Munkaügyek (2016) ...Janka
- Hetedik alabárdos (2017) ...Fanni
- A tanár (2018) ...Ápolónő
- 200 első randi (2018–2019) ...Adél Vinkler
- Doktor Balaton (2020–2022) ...Baráth Anna
- Szia, Életem! (2022) ...Sára
- A renitens (2024) ...Dezsőfiné

## Díjai és kitüntetései
- Csiky Junior-díj (2007)
- Komor-gyűrű (2009)